# Arisemus martinezi
Arisemus martinezi är en tvåvingeart som beskrevs av Wagner och Joost 1994. Arisemus martinezi ingår i släktet Arisemus och familjen fjärilsmyggor.
Artens utbredningsområde är Colombia. Inga underarter finns listade i Catalogue of Life.